# Ambassade de France à Trinité-et-Tobago
L'ambassade de France à Trinité-et-Tobago est la représentation diplomatique de la République française auprès de la république de Trinité-et-Tobago. Elle est située à Port of Spain, la capitale du pays, et son ambassadeur est, depuis 2021, Didier Chabert.

## Ambassade
L'ambassade est située 7 Mary Street, St. Clair, à Port of Spain. 

## Ambassadeurs de France à Trinité-et-Tobago
| De   | À    | Ambassadeur                 |
| ---- | ---- | --------------------------- |
| 1962 | 1966 | Henry Bayle                 |
| 1966 | 1975 | Paul Le Mintier de Lehélec  |
| 1975 | 1979 | Henri Chollet               |
| 1979 | 1982 | René de Choiseul-Praslin    |
| 1982 | 1984 | Françoise Claude-Lafontaine |
| 1984 | 1987 | Jean Le Cannelier           |
| 1987 | 1990 | Jane Debenest               |
| 1990 | 1994 | Denis Nardin                |
| 1994 | 1999 | Pierre Ariola               |
| 1999 | 2004 | Alain Girma                 |
| 2004 | 2008 | Charley Causeret            |
| 2008 | 2012 | Michel Trinquier            |
| 2012 | 2014 | Jacques Sturm               |
| 2014 | 2018 | Hédi Picquart               |
| 2018 | 2021 | Serge Lavroff               |
| 2021 | auj. | Didier Chabert              |

## Relations diplomatiques

### LeGuyana
La France n'a pas de représentation diplomatique permanente après de la république coopérative de Guyana. Lorsque l'ancienne Guyane britannique accède à l'indépendance le 26 mai 1966, sous le nom de Guyana, la France ouvre des relations diplomatiques avec ce pays. Elle fait d'abord accréditer son ambassadeur en Jamaïque, puis, à partir de 1968, la France est représentée par l'ambassadeur de France à Port-d'Espagne. Depuis 1999, c'est l'ambassadeur de France au Suriname qui est accrédité auprès de la république coopérative du Guyana.

### LaBarbade
La France n'a pas de représentation diplomatique permanente auprès de la Barbade. Peu de temps après que l'ancienne colonie britannique accède à l'indépendance le 30 novembre 1966, la France ouvre des relations diplomatiques avec ce pays et fait accréditer son ambassadeur à Port-d'Espagne. Depuis 2014, la Barbade est de la compétence de l'ambassade de France à Sainte Lucie.

### Communauté française
Au 31 décembre 2016, 553 Français sont inscrits sur les registres consulaires à Trinité-et-Tobago.
| 2001 | 2002 | 2003 | 2004 |
| ---- | ---- | ---- | ---- |
| 431  | 542  | 602  | 611  |

| 2005 | 2006 | 2007 | 2008 |
| ---- | ---- | ---- | ---- |
| 672  | 718  | 635  | 621  |

| 2009 | 2010 | 2011 | 2012 |
| ---- | ---- | ---- | ---- |
| 611  | 635  | 649  | 625  |

| 2013 | 2014 | 2015 | 2016 |
| ---- | ---- | ---- | ---- |
| 649  | 663  | 638  | 553  |

### Circonscriptions électorales
Depuis la loi du 22 juillet 2013 réformant la représentation des Français établis hors de France avec la mise en place de conseils consulaires au sein des missions diplomatiques, les ressortissants français d'une circonscription recouvrant Sainte-Lucie, Trinité-et-Tobago et le Venezuela élisent pour six ans trois conseillers consulaires. Ces derniers ont trois rôles : 
1. ils sont des élus de proximité pour les Français de l'étranger ;
2. ils appartiennent à l'une des quinze circonscriptions qui élisent en leur sein les membres de l'Assemblée des Français de l'étranger ;
3. ils intègrent le collège électoral qui élit les sénateurs représentant les Français établis hors de France.

Pour l'élection à l'Assemblée des Français de l'étranger, Trinité-et-Tobago appartenait jusqu'en 2014 à la circonscription électorale de Port-au-Prince, comprenant aussi Antigua-et-Barbuda, les Bahamas, la Barbade, Cuba, la République dominicaine, la Dominique, la Grenade, Haïti, la Jamaïque, Saint-Christophe-et-Niévès, Sainte-Lucie et Saint-Vincent-et-les-Grenadines, et désignant un siège. Trinité-et-Tobago appartient désormais à la circonscription électorale « Amérique Latine et Caraïbes » dont le chef-lieu est São Paulo et qui désigne sept de ses 49 conseillers consulaires pour siéger parmi les 90 membres de l'Assemblée des Français de l'étranger.
Pour l'élection des députés des Français de l’étranger, Trinité-et-Tobago dépend de la 2e circonscription.